# Doclea (città)
Dòclea o Diòclea (in greco antico: Δόκλεα, in greco bizantino e moderno: Διόκλεια, in montenegrino: Дукља e Duklja, a volte chiamata anche Dioclea di Praevalitana per distinguerla dall'omonima città frigia) fu un'antica città illirica, romana e bizantina. La città sorgeva alla confluenza dei fiumi Zeta e Morača, nel territorio della tribù illirica dei Docleati, nella provincia tardoromana di Praevalitana. Oggi i resti della città, situati quattro chilometri a nord di Podgorica, costituiscono uno dei siti archeologici più importanti del Montenegro.
Importante centro anche dal punto di vista ecclesiastico, fu sede episcopale nel periodo tardo antico, e oggi sia la Chiesa ortodossa che la Chiesa cattolica vi riconoscono una sede titolare.

## Etimologia ed evoluzione del toponimo

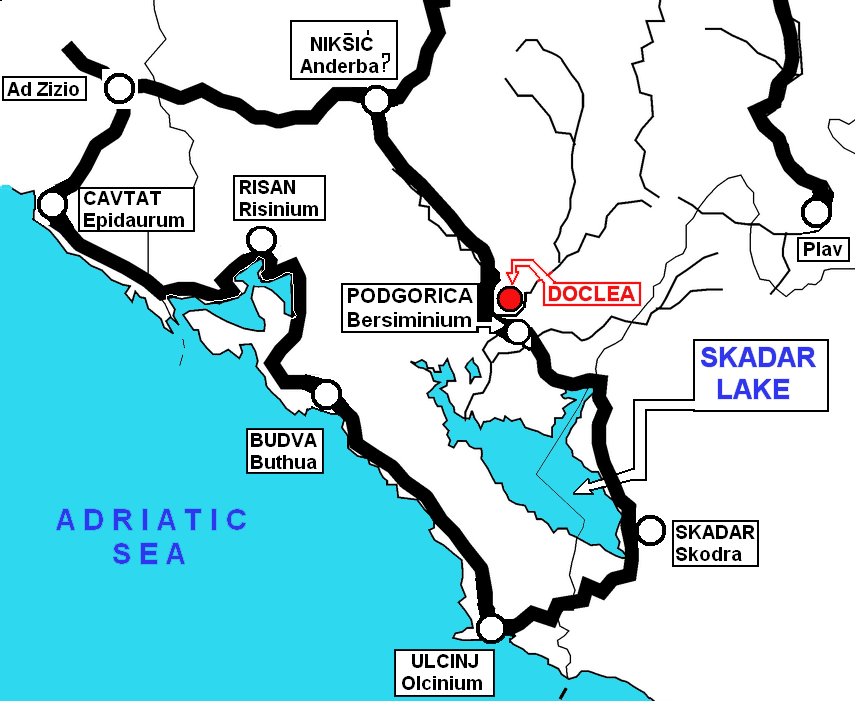
Posizione dell'antica città di Doclea nel sistema viario romano

Sebbene il nome della città sia indubbiamente legato a quello della tribù illirica dei Docleati (Docleatae o Docleates in latino, Δοκλεάται in greco), di cui era il centro principale, non è tuttora chiaro se siano questi ad aver preso il loro nome dalla città o viceversa. Se infatti da una parte la derivazione morfologica del termine Docleatae da quello Doclea sembra sufficientemente ovvia, dall'altra il nome della città è attestato per la prima volta solo nel II secolo negli scritti di Claudio Tolomeo, mentre il nome dei Docleati è citato già da Plinio il Vecchio alla metà del I secolo. È probabile che entrambi i termini derivino da una radice illirica significante "valle del fiume" o "confluenza dei fiumi" ed è possibile che in origine il nome "Doclea" designasse un'area più ampia della sola città.
Come già detto, la città viene menzionata per nome per la prima volta da Claudio Tolomeo, che la chiama Δóκλεα, traslitterato come Doclea nelle fonti latine. Tuttavia a partire dal IV secolo, come testimoniato nella Epitome de Caesaribus talvolta attribuita a Sesto Aurelio Vittore, iniziò a diffondersi la grafia Dioclea (Διόκλεια in greco), una forma di ipercorrettismo dovuta all'erronea convinzione che il nome dell'imperatore Diocleziano (effettivamente nativo della Dalmazia) derivasse da quello della città. L'ulteriore diffusione nel primo medioevo di una storia che voleva addirittura Diocleziano come fondatore della città portò alla definitiva affermazione delle grafie Διóκλεια (Diokleia) e Dioclea, come si può vedere negli scritti di Costantino VII Porfirogenito del X secolo.
Il nome Duklja adottato dagli Slavi e presumibilmente mutuato da quello usato dagli abitanti autoctoni del luogo sembra invece dimostrare che almeno a livello locale la forma che rimase prevalente fosse quella originale.

## Storia

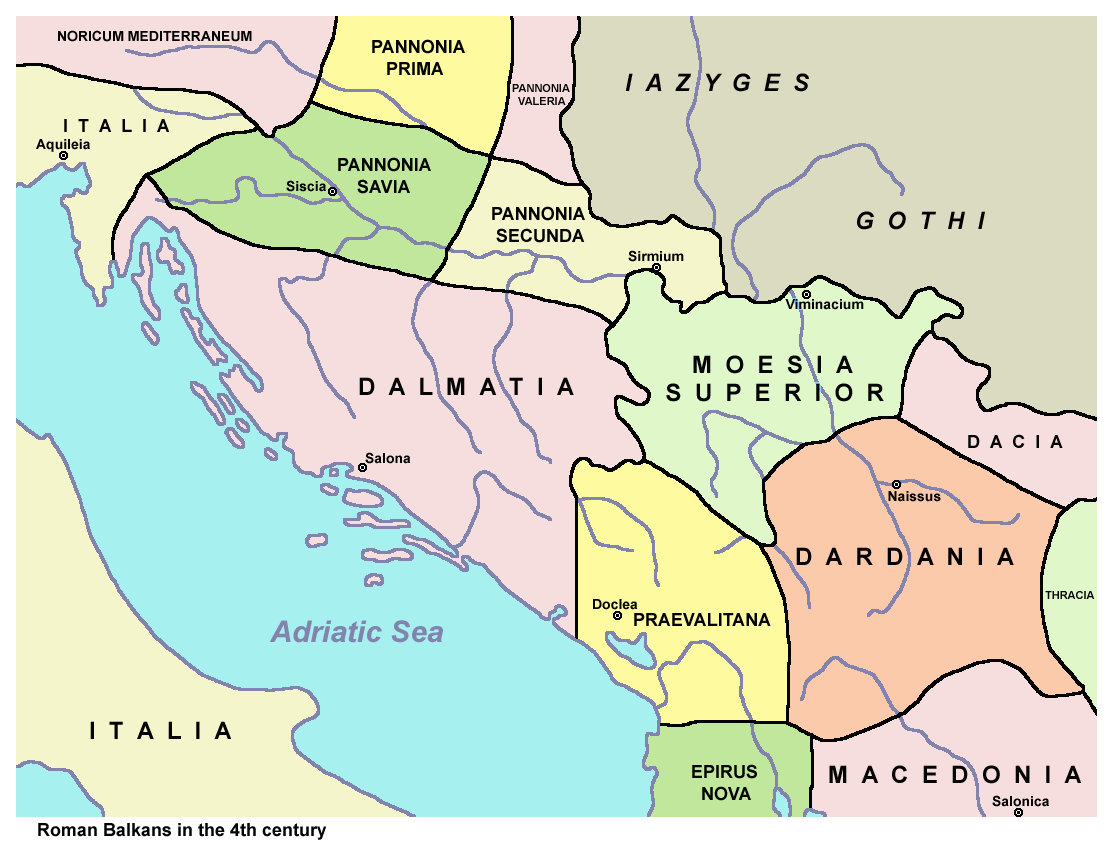
La città di Doclea nella provincia di Praevalitana del tardo impero romano

Il territorio dei Docleati fu conquistato da Ottaviano durante la sua campagna illirica del 35-33 a.C. e incorporato nello Stato romano come parte del conventus iuridicus di Narona.
La città di Doclea fu fondata nel I secolo, probabilmente durante il regno dell'imperatore Claudio, come parte dello sforzo di urbanizzazione e romanizzazione della provincia dalmata. Ottenne lo status di municipio sotto la dinastia flavia, probabilmente durante il regno di Vespasiano: all'epoca la città contava tra gli 8.000 e i 10.000 abitanti ed era il centro abitato più grande della pianura a nord del lago di Scutari, un'area densamente popolata e fertile, dal clima mite e attraversata da importanti vie commerciali.
Una delle più famose esportazioni della regione di Doclea era il formaggio, menzionato anche da Plinio il Vecchio come uno dei prodotti più rinomati dell'Illiria.
Nel 293, nell'ambito della riforma amministrativa dell'Impero di Diocleziano, i territori meridionali della Dalmazia furono scorporati per creare la nuova provincia di Praevalitana, di cui Doclea divenne la capitale. Fu fortificata e trasformata in un castrum per difendere la via che collegava la Dalmazia alla città di Scutari.
Durante il periodo delle invasioni barbariche, Doclea fu saccheggiata due volte: dai Visigoti attorno al 400 e dagli Ostrogoti nel 490, per poi essere distrutta da un terremoto nel 518. La città fu ricostruita sotto Giustiniano I e vi furono aggiunti diversi importanti edifici. Tuttavia Doclea non recuperò mai il proprio splendore e la propria importanza: ormai trasformata principalmente in una roccaforte militare, riuscì a mantenere qualche rilievo solo grazie alla presenza di una sede episcopale.
Nel 627, la città fu nuovamente saccheggiata e distrutta dagli Avari e il suo ultimo arcivescovo fuggì a Ragusa. Il territorio di Doclea, ormai del tutto svuotato, fu ripopolato da tribù slave, che vi si stabilirono su invito dell'imperatore Eraclio I.
La città conobbe un breve periodo di rifioritura verso la fine del IX secolo, quando la vicina Ribnica (la Birziminium romana) divenne il centro del principato slavo di Doclea (così chiamato proprio in memoria dell'antica città illirica), ma fu definitivamente rasa al suolo attorno al 980 da Samuele di Bulgaria nel corso della sua guerra contro gli stati serbi.

## Sito archeologico

### Storia degli scavi

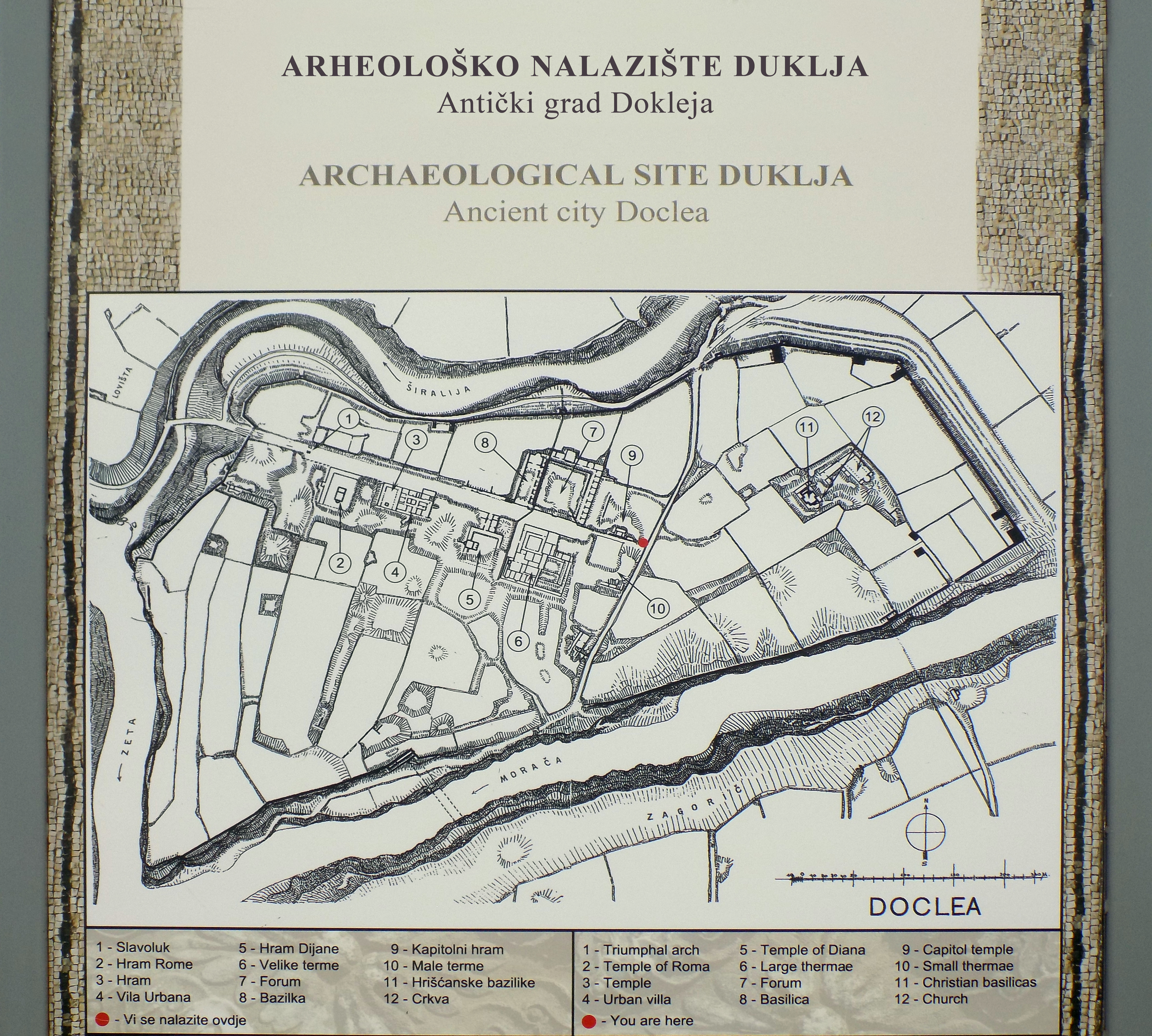
Mappa del sito archeologico di Doclea

Verso la fine del XIX secolo diversi ricchi viaggiatori, antiquari e collezionisti europei iniziarono a interessarsi al sito di Doclea. I primi scavi sistematici ebbero inizio nel gennaio 1890 sotto la direzione dello storico russo Pavel Apollonovič Rovinskij, autorizzato e finanziato dall'allora principe del Montenegro Nicola I. Dopo due anni, gli scavi furono portati avanti da un'équipe di esperti inglesi guidata dall'archeologo John Arthur Ruskin Munro. Le esplorazioni archeologiche riportarono alla luce insule, monumenti ed epigrafi provenienti sia dalla Doclea antica che da quella medievale, tutte scoperte che Munro riportò nel libro On the Roman town of Doclea in Montenegro che pubblicò al termine degli scavi. Nel 1913, Piero Sticotti pubblicò la prima (e finora unica) guida monografica completa sull'insediamento urbano di Doclea dal titolo Die romische Stadt Doclea in Montenegro.
Negli anni Sessanta del XX secolo, dopo ben quattro guerre che avevano impattato pesantemente anche sul sito di Doclea, si decise di riprendere l'esplorazione sistematica, stavolta portata avanti dall'Accademia serba delle scienze e delle arti. Dal 1988, gli scavi archeologici sono condotti, seppur sporadicamente, nell'ambito del progetto internazionale Research, conservation and presentation of Doclea, che tuttora si occupa della gestione del sito.

### Impianto urbano ed edifici
All'estremo nord-est della piana della Zeta, la città di Doclea sorgeva nel punto di confluenza dei fiumi Zeta e Morača e del torrente Širalija. Questi tre corsi d'acqua non solo fornivano, con le loro profonde gole, protezione su ben tre lati alla città (solo il lato nord-est era accessibile direttamente via terra) ma le garantivano anche un costante accesso all'acqua potabile, rendendo così la sua posizione particolarmente difendibile.

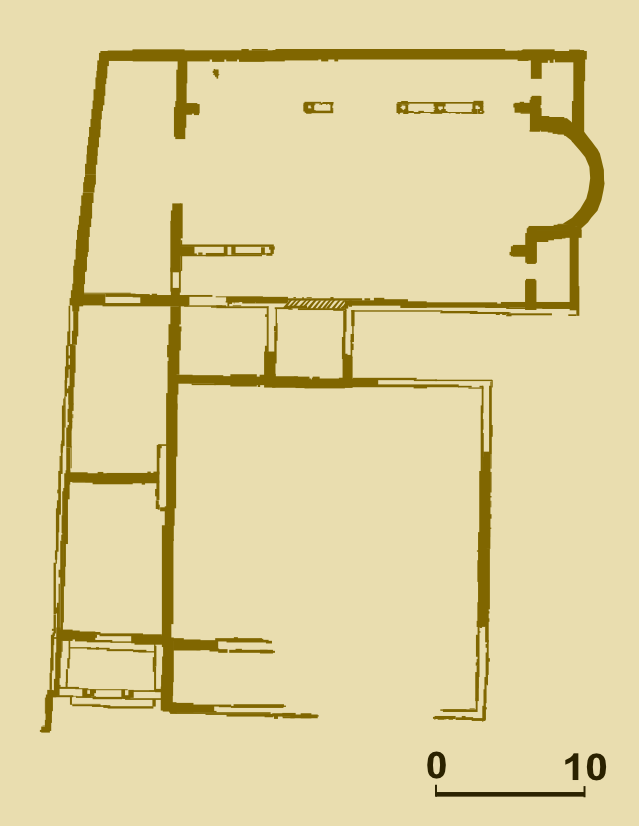
Planimetria della "Basilica A", scopertaa negli scavi di John A. R. Munro alla fine del XIX secolo

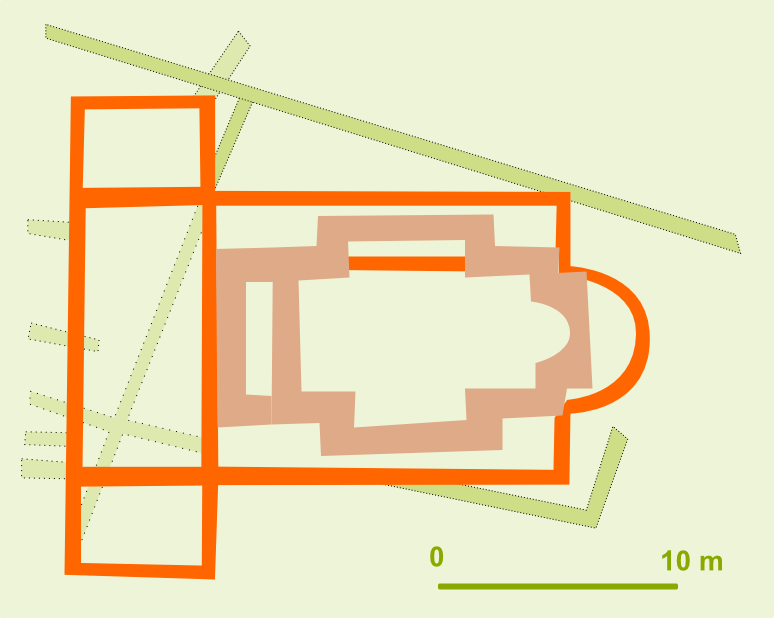
Planimetria della "Basilica B" e della chiesa costruita successivamente sui suoi resti

L'antica Doclea si estendeva su circa 25 ettari e il suo impianto era quello tipico dell'urbanistica romana. Le strade erano disposte a griglia e la città era divisa in quattro quadranti da un cardine e da un decumano, detto Via Principalis, lungo il quale si trovavano tutti i monumenti e gli edifici più importanti: un arco trionfale dedicato all'imperatore Gallieno (andato distrutto durante la seconda guerra mondiale); templi dedicati a Diana, a Roma e alla Triade Capitolina; grandi terme pubbliche riccamente decorate; ville urbane dei ricchi locali. Il foro, collocato all'intersezione delle due strade maggiori, era quadrato e circondato da portici colonnati; su di esso si affacciava una basilica dedicata alla memoria di Flavio Frintano Balbino, un quindicenne di cui non si sa altro, la cui statua aurea decorava il centro del foro.
Nonostante le sue difese naturali, la città era circondata da mura merlate spesse due metri e mezzo protette da una serie di torri. Le porte d'accesso erano fortificate, così come lo erano i ponti che ad esse conducevano. Al di fuori delle mura era disposta una serie di terrapieni che fungevano da ulteriore livello di difesa. Sebbene Doclea fosse circondata da tre fiumi, l'acqua consumata quotidianamente in città non proveniva da essi, bensì dal fiume Cem tramite un acquedotto lungo tra i 13 e i 16 chilometri.
In occasione delle ricostruzioni del periodo giustinianeo, furono aggiunti diversi edifici amministrativi e religiosi, tra cui quelli battezzati dagli archeologi come "Basilica A" e "Basilica B", collocati nella parte orientale della città, che divenne il nuovo centro della vita cittadina.
Durante il periodo slavo, varie costruzioni sorsero in maniera disorganica, facendo completamente perdere alla città il suo 'impianto classico'. Sui resti della Basilica B fu edificata una chiesa con pianta a croce latina nella quale si può probabilmente identificare la ecclesia Sanctae Mariae [...] in civitate Dioclitana (chiesa di Santa Maria nella città di Doclea), indicata nella Cronaca del Prete di Doclea come chiesa reale degli ultimi sovrani della Doclea.

### Le necropoli
Durante le campagne di scavo emersero anche diverse necropoli tutto attorno alla città, le maggiori delle quali sono collocate a sud-est e a ovest del sito di Doclea.
La necropoli sud-orientale, la più grande, comprende oltre trecento sepolture, tutte risalenti a un periodo compreso tra il I e il IV secolo. Le tombe del I e del II secolo contengono per lo più resti cremati accompagnati da vari oggetti preziosi (gioielli, profumi, piatti ornamentali in ceramica e vetro, fibule, ecc.), mentre le tombe del III e del IV secolo sarcofagi in pietra decorati con simboli di origine giudaica (menorah, frutti, stelle, ghirlande con uccelli, ecc.).
Sebbene la necropoli occidentale, a differenza di quella sud-orientale, non sia ancora stata esplorata in maniera approfondita, anche in essa è stato possibile identificare tombe risalenti dal I al IV secolo. Le sepolture di questa seconda necropoli appaiono molto più semplici: diversi scheletri sono sepolti nella nuda terra e le loro tombe sono marcate solo da piccole strutture fatte di sassi accatastati, mattoni o, al massimo, lastre di pietra. Grazie alle monete rinvenute in queste tombe è stato possibile datare le sepolture ai tempi di Tiberio, di Claudio, di Domiziano, di Antonino Pio, di Settimio Severo e di Alessandro Severo.

## Sedi ecclesiastiche attuali

### Sede titolare della Chiesa cattolica
Dopo quasi mille anni dalla sua soppressione, nel 1910 l'arcidiocesi di Doclea fu ripristinata come sede titolare di rango metropolitico. Dal 1985, la sede è occupata dall'arcivescovo Pier Luigi Celata.

### Sede titolare della Chiesa ortodossa
I vescovi ausiliari della metropolia del Montenegro e del Litorale, diocesi della Chiesa ortodossa serba, portano il titolo di "vescovo di Dioclea" (serbo: епископ диоклијски). Dal 2024 questo titolo è detenuto dal vescovo Pajsije Đerković.

## Galleria d'immagini

Resti archeologici della Doclea romana
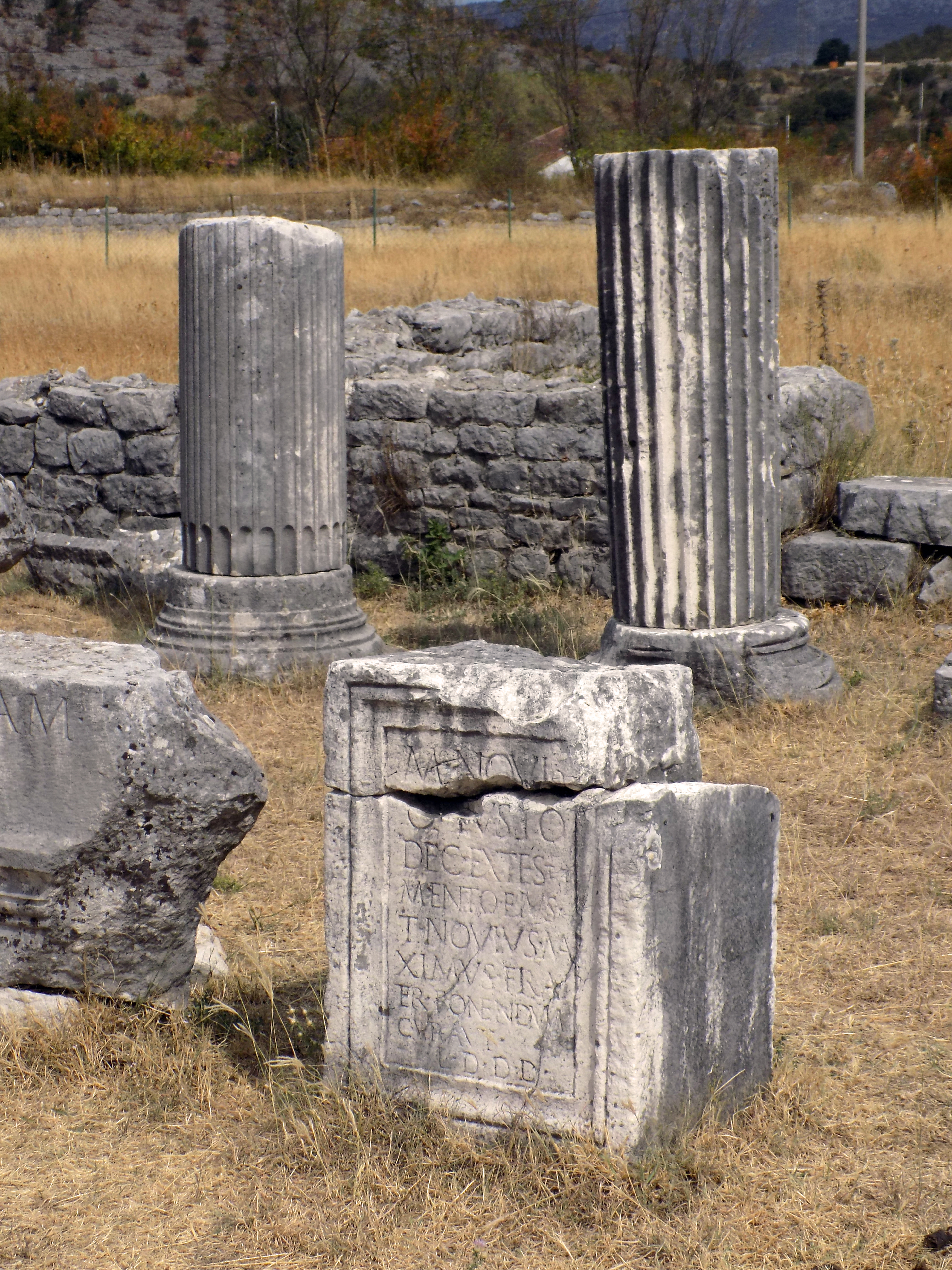
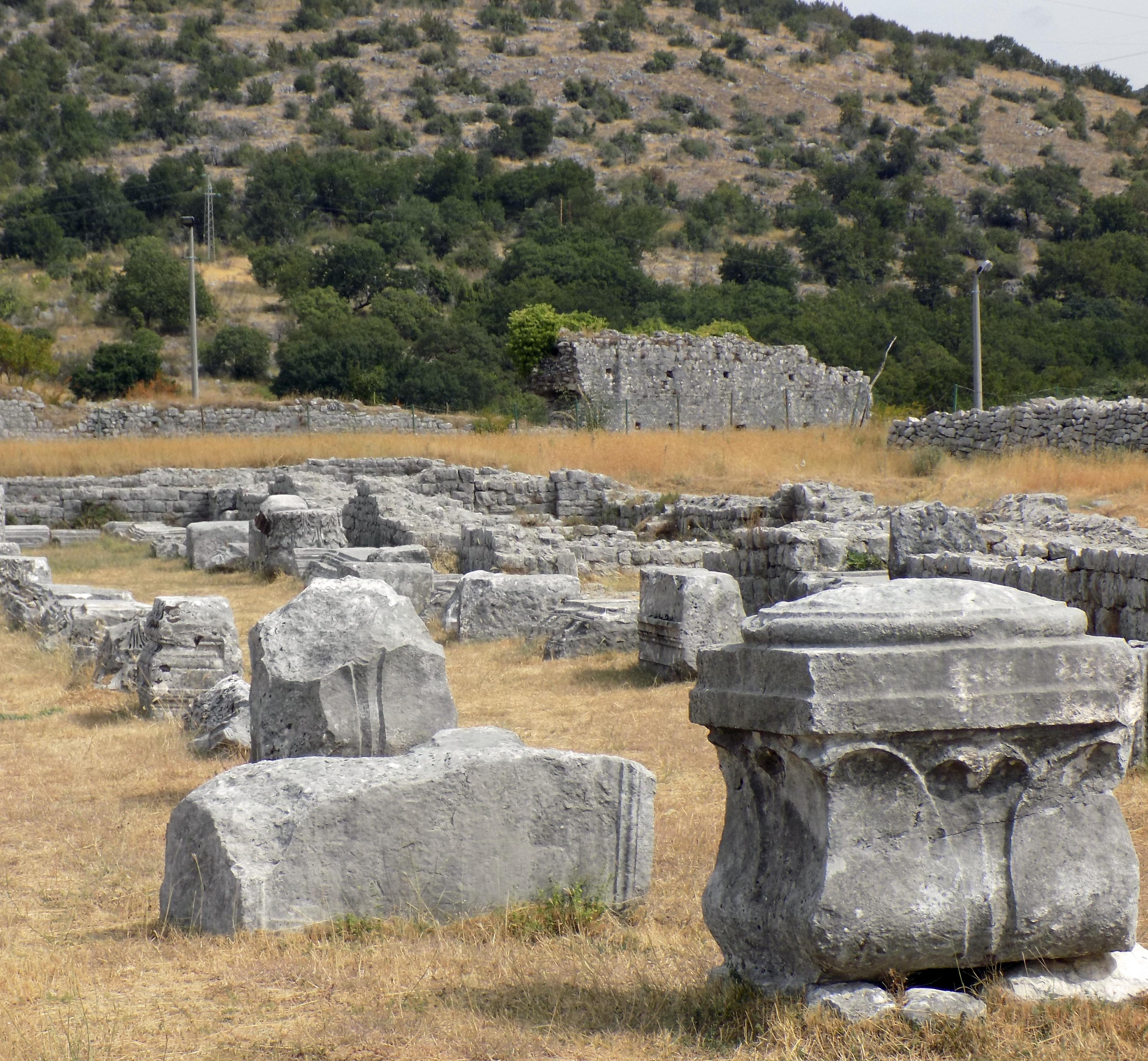
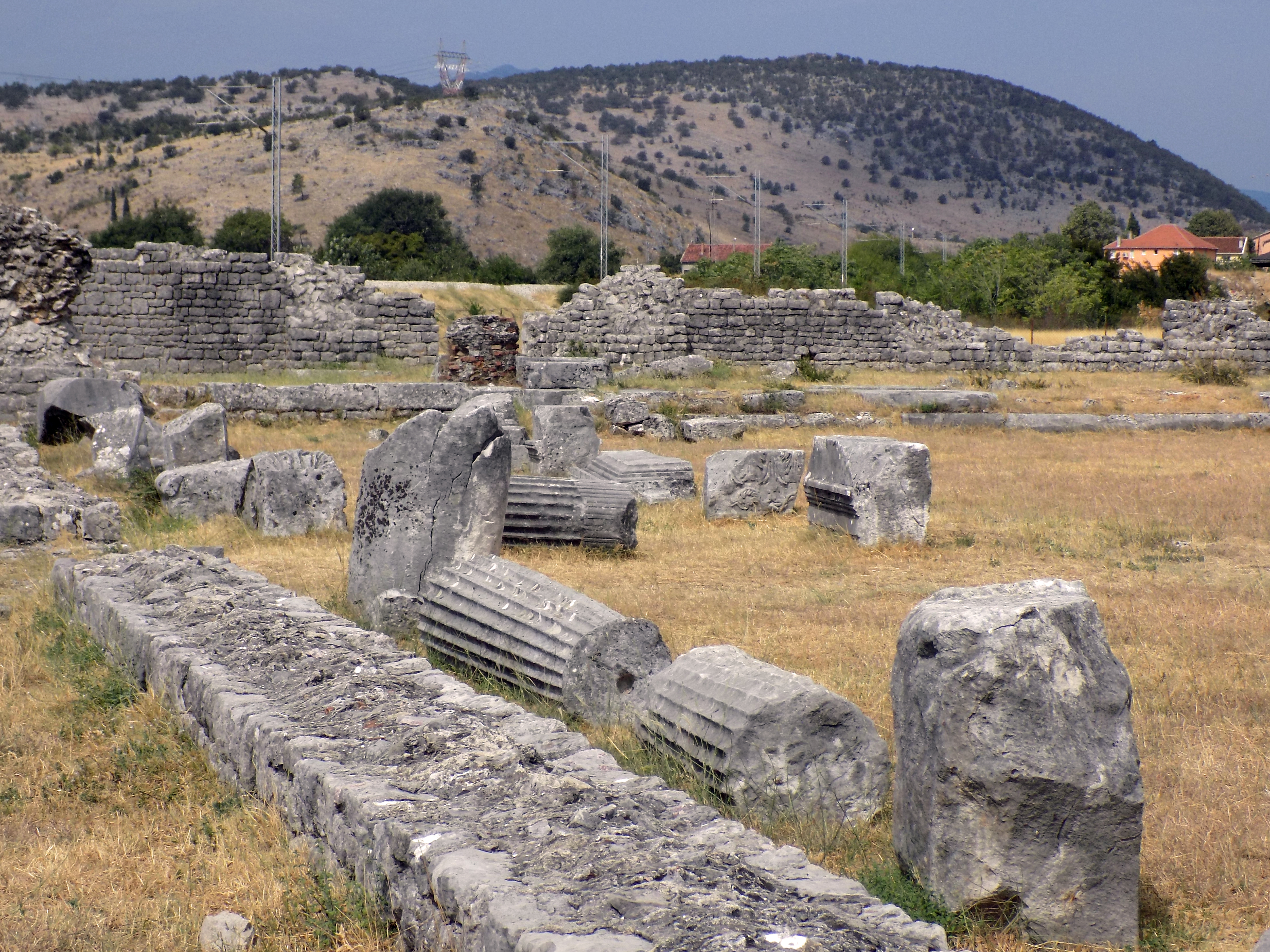
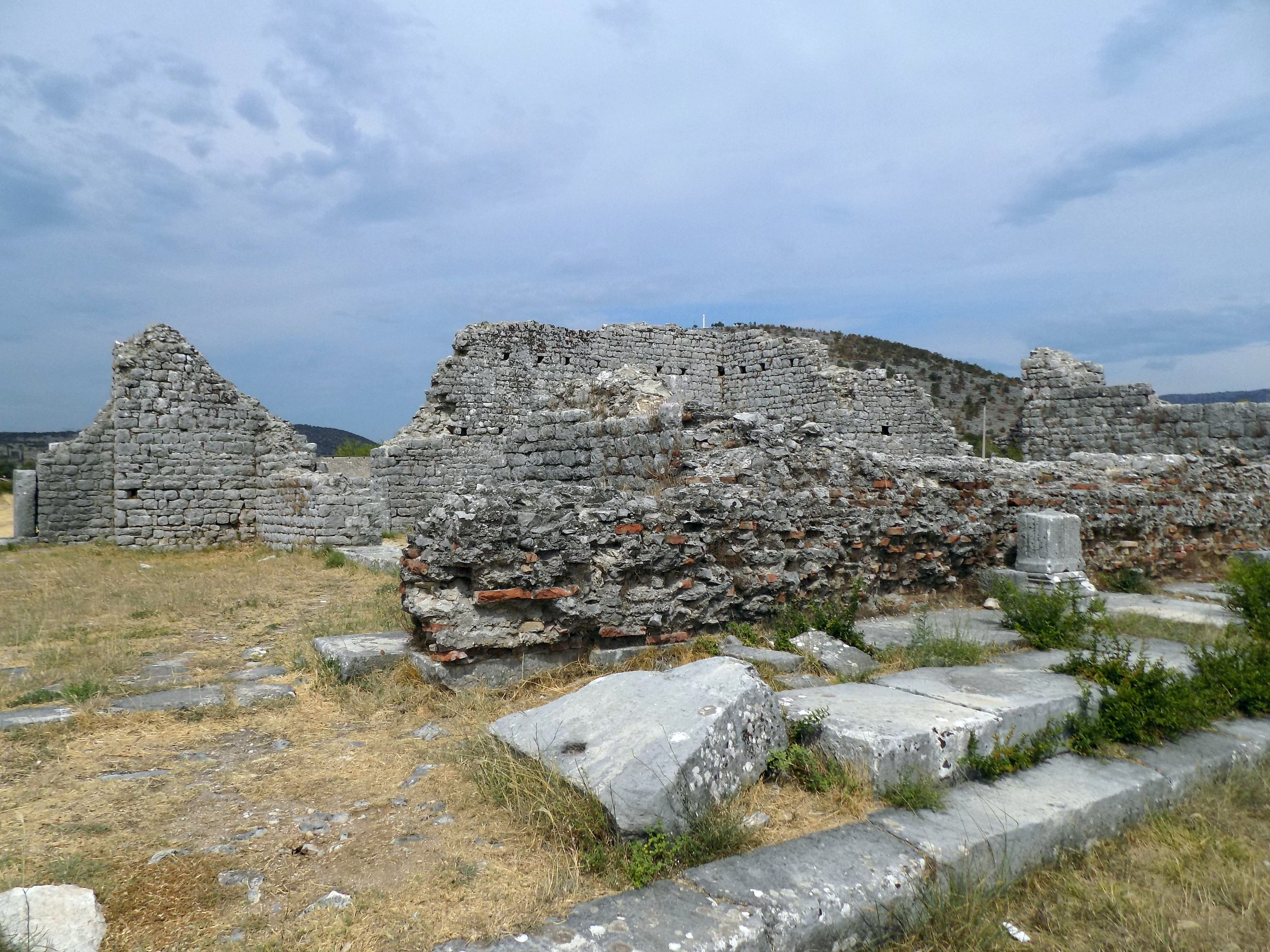
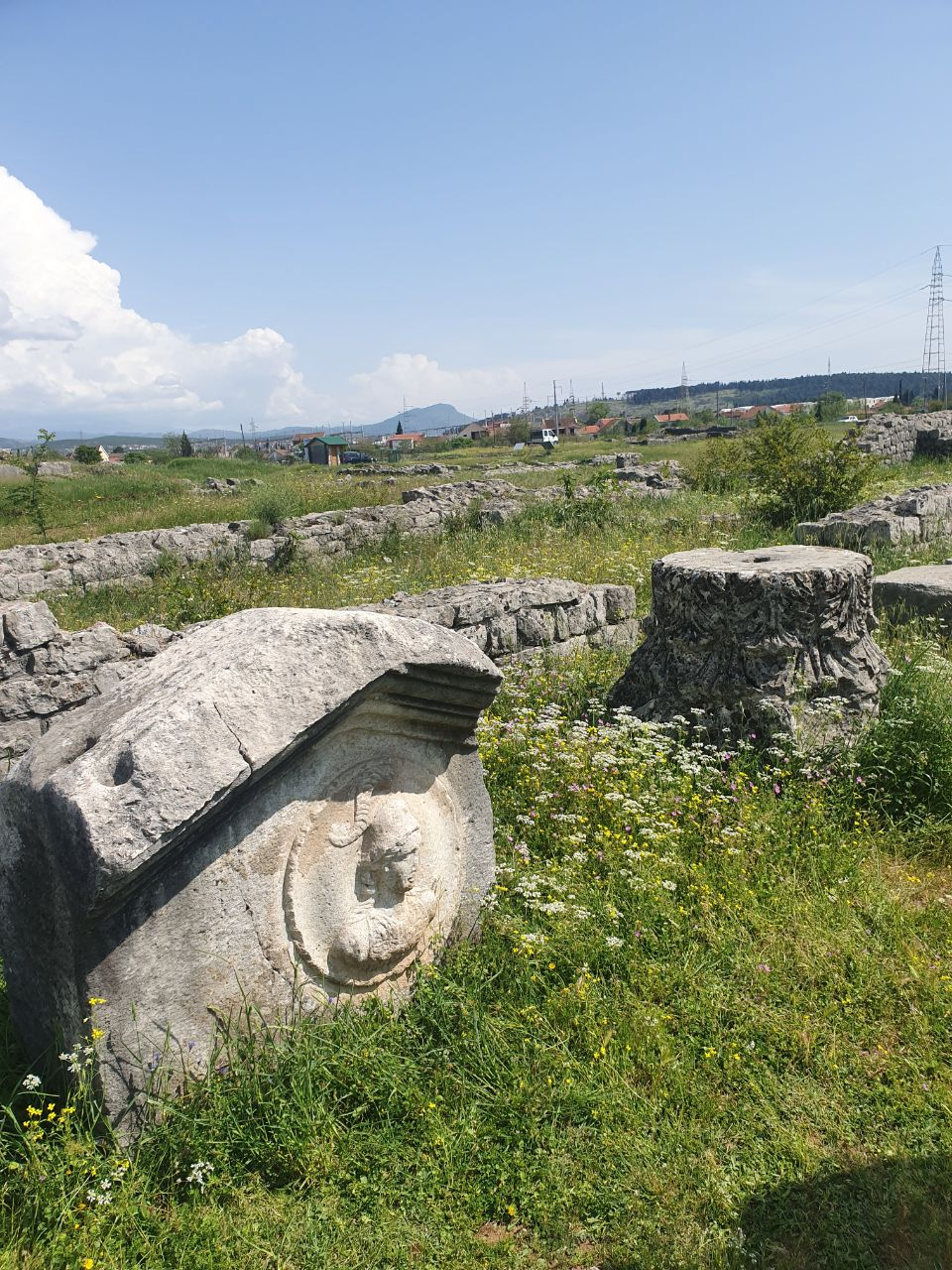
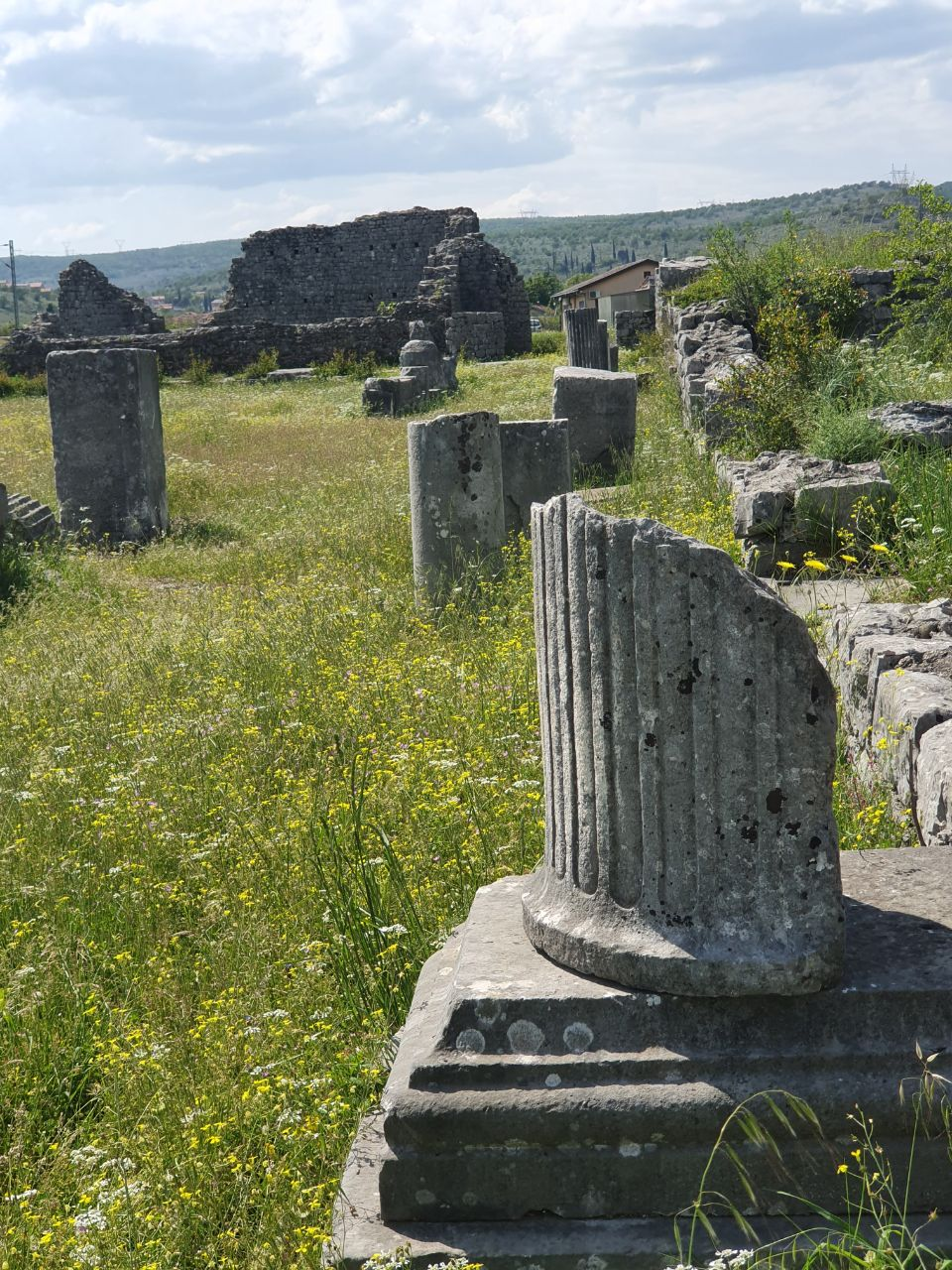
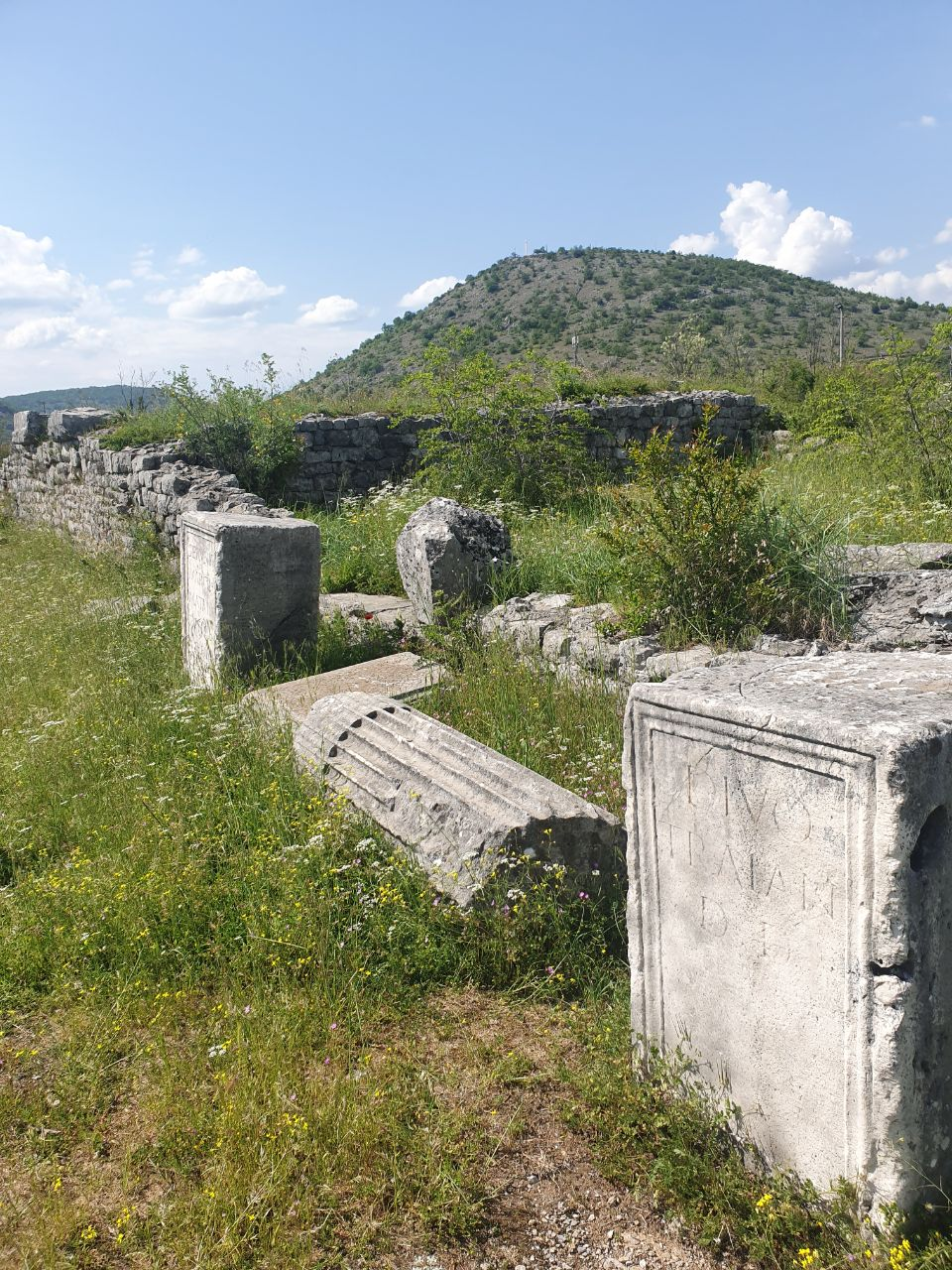
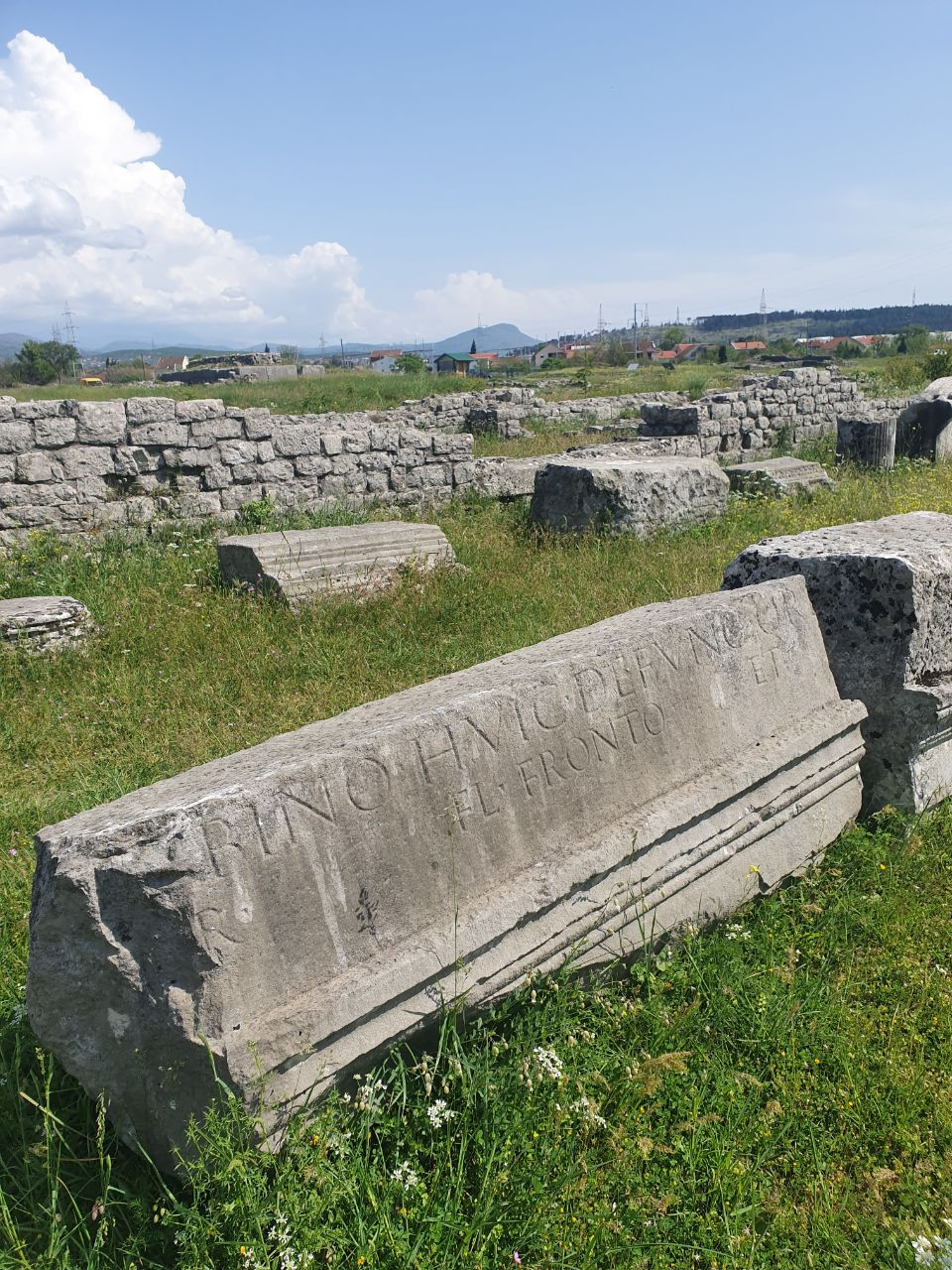
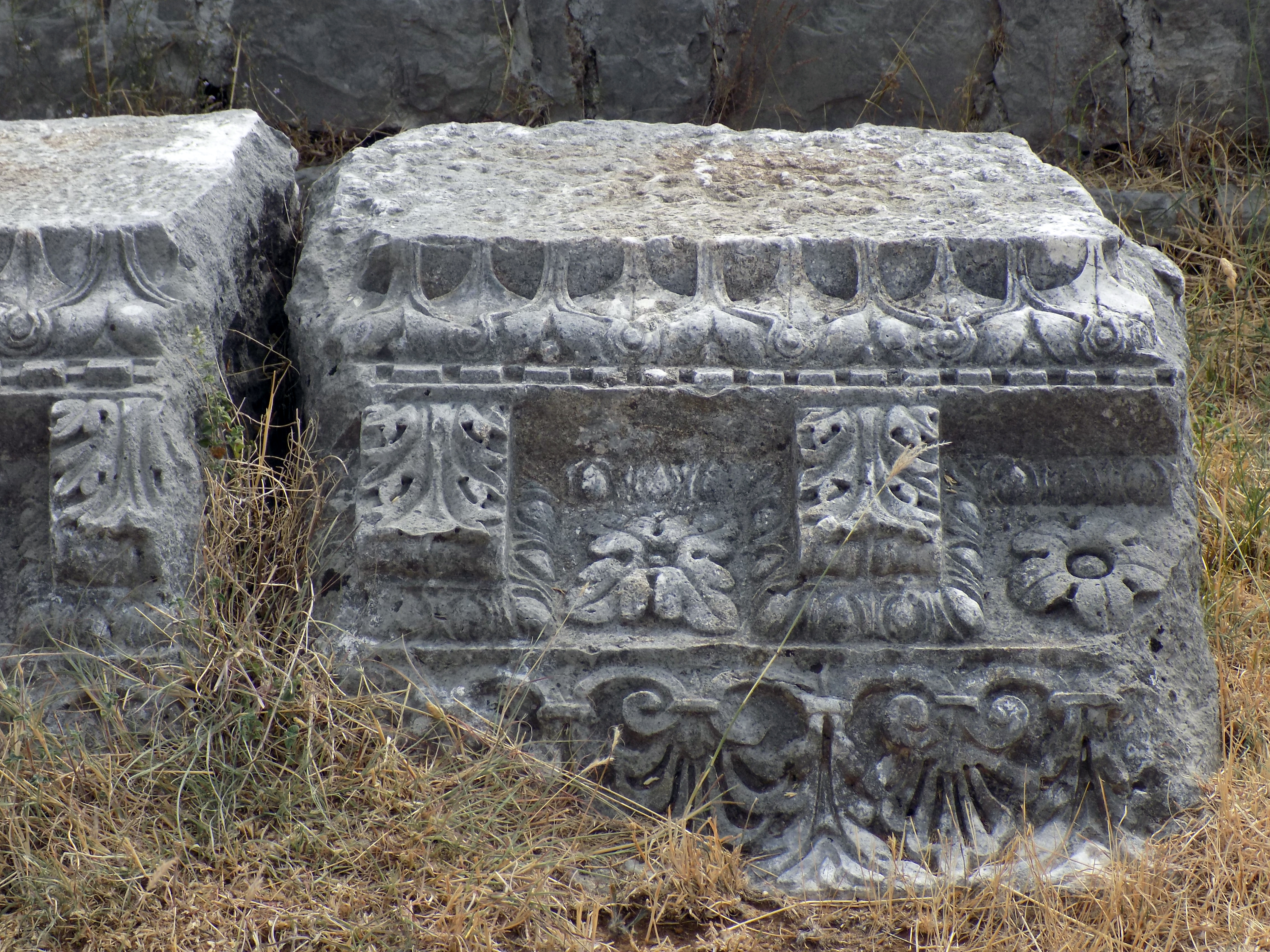
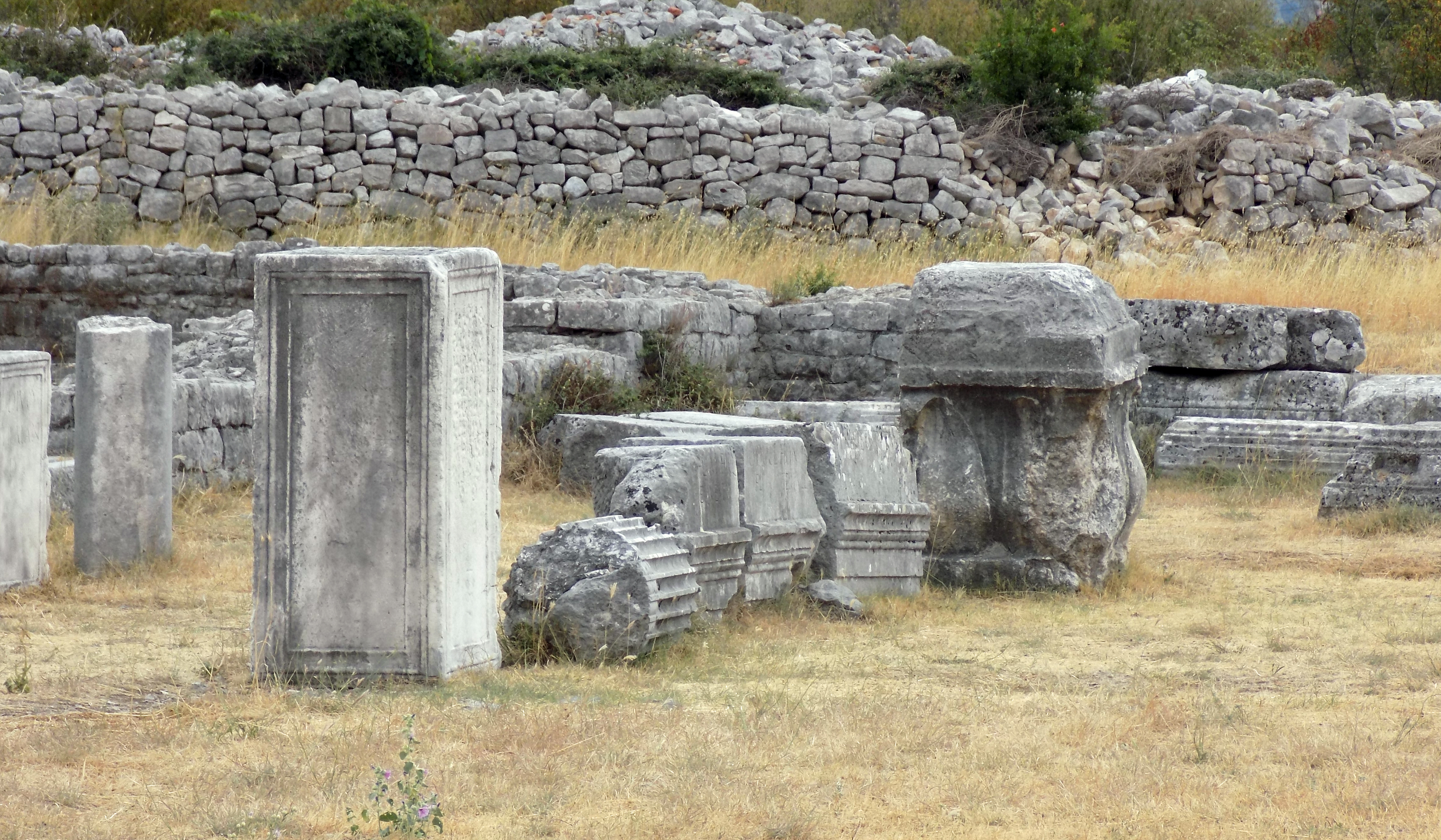